# Laytonville (Californie)
Laytonville est une census-designated place du comté de Mendocino, dans l'État de Californie, aux États-Unis,. En 2020, elle compte une population de 1 152 habitants.